# Skylla (Königstochter)

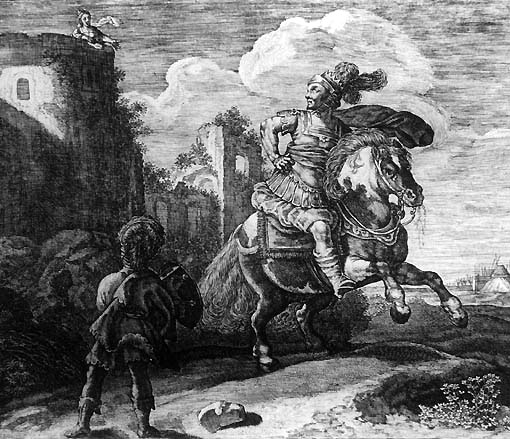
Skylla beobachtet Minos vom Turm aus und verliebt sich in ihn (Stich aus dem 17. Jahrhundert)

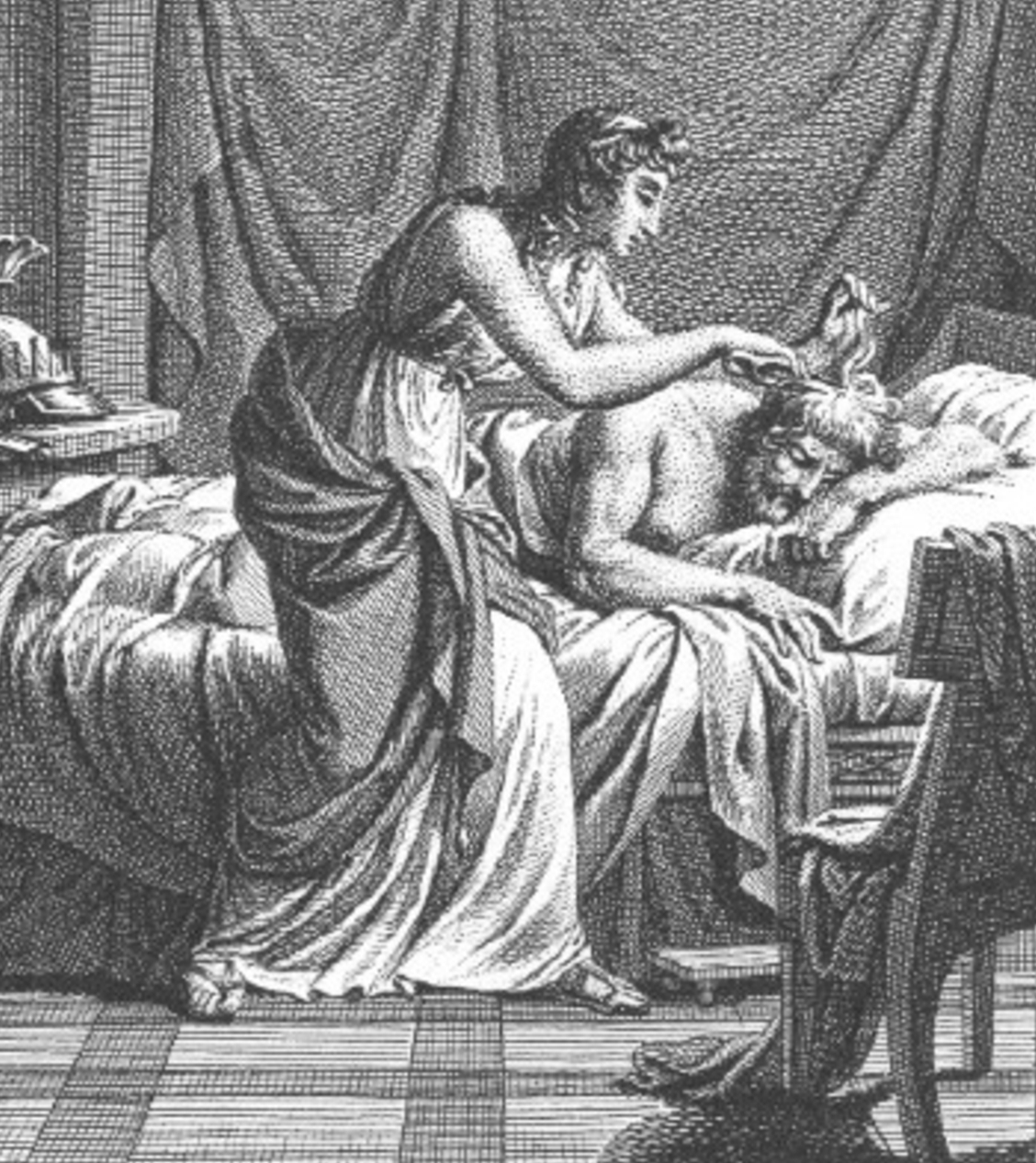
Skylla schneidet Nisos die Locke ab (Detail eines Bildes von Nicolas-André Monsiau)

Skylla (altgriechisch Σκύλλα Skýlla) ist in der griechischen Mythologie die Tochter des Königs Nisos von Megara. Als Minos, König von Kreta, ihre Heimat belagert, verliebt sich Skylla in ihn und führt durch ihr Handeln deren Fall herbei.

## Überlieferung
Nachdem Androgeos, der Sohn des Königs Minos von Kreta, gewaltsam ums Leben gekommen war belagerte Minos auf seinem Rachefeldzug gegen Athen zunächst Megara. Nisos, der König von Megara trug auf dem Kopf eine purpurne Haarsträhne, die ihm Unbesiegbarkeit verlieh. Nach sechs Tagen konnten noch immer keine der Kriegsparteien den Sieg für sich verbuchen. Skylla, die den Kampf von einem Turm der väterlichen Burg beobachtet hatte, verliebte sich in Minos und wollte, dass der Krieg schnell enden solle. Sie schlich sich nachts ins Schlafgemach ihres Vaters und schnitt ihm die purpurne Strähne ab. Je nach Überlieferung starb nun König Nisos oder Megara wurde von Minos erobert.
Skylla überbrachte Minos die Haarsträhne und gestand ihm ihre Liebe. Dieser verachtete sie jedoch wegen ihres Verrats an ihrem Vater und lehnte eine Heirat ab. Skyllas Ende wird verschieden beschrieben. Nach Ovid segelte Minos davon und Skylla sprang ins Meer um sich am Heck des Schiffes festzuklammern. Nisos, der in einen Fischadler verwandelt wurde, attackierte Skylla, die in den Vogel Kirris (lateinisch Ciris) verwandelt wurde. Nach einer anderen Version ließ Minos sie mit den Füßen ans Heck seines Schiff binden und durchs Meer schleifen, so dass sie mit dem Kopf untertauchte und ertrank. Nach Pausanias nahm Minos Skylla auf seinem Schiff mit und ließ sie von Bord seines Schiffes werfen, da er sie nicht heiraten wollte. Sie ertrank und wurde südlich von Kalaureia bei einem Kap, das fortan Kap Skylla genannt wurde, an Land gespült. Da sie nicht begraben wurde, wurde ihr Leichnam von Seevögeln verschleppt. Strabon berichtet hingegen, dass Nisos seine Tochter für ihren Verrat ins Meer stürzte und ihr toter Körper am Vorgebirge Skylläum angespült wurde.
In manchen Quellen wurde Skylla auch mit dem Meeresungeheuer Skylla in Verbindung gebracht.

## Wissenswertes
Die Geschichte weist in ihrer Handlung starke Parallelen zur Geschichte von Pterelaos, dem König von Taphos auf, der ein goldenes Haar hatte, das ihn unsterblich machte. Da er die Liebe seiner Tochter Komaitho zu seinem Feind Amphitryon nicht duldete, riss diese ihrem Vater das Haar aus. Die Taphier wurden daraufhin besiegt und Pterelaos erschlagen. Amphitryon tötete auch Komaitho.